# ドルニエ Do 32
ドルニエ Do 32
ドルニエ Do 32
- 用途：超軽量ヘリコプター
- 製造者：ドルニエ
- 初飛行：1962年6月29日
- 生産数：4機

ドルニエ Do 32E（Dornier Do 32E）は、1960年代に西ドイツの航空機メーカーのドルニエで軍用向けに開発された簡便な組み立て式の単座ヘリコプターである。当初の軍からの大量の発注の見込みと民間での使用への提案にもかかわらず、3機が飛行しただけであった。

## 開発
1960年代初めにドイツ連邦陸軍は、小型四輪駆動車で牽引するトレーラーに積載できる程の大きさに分解できる観測/連絡用の小型ヘリコプターに興味を抱いていた。フェアリー ウルトラライト・ヘリコプターやシュド・ウエスト ジンといった当時の小型ヘリコプターと同様にDo 32はローターブレードの駆動にチップジェット方式を採用していた。この方式の利点は、トルク反力が無いためテールローターが不要となり重量の節減と機体の操縦機構が簡略化できることであった。ドルニエ社はローターの中を通じて先端へ空気を送り込むコンプレッサーを駆動するために小型のガスタービンを使用した。

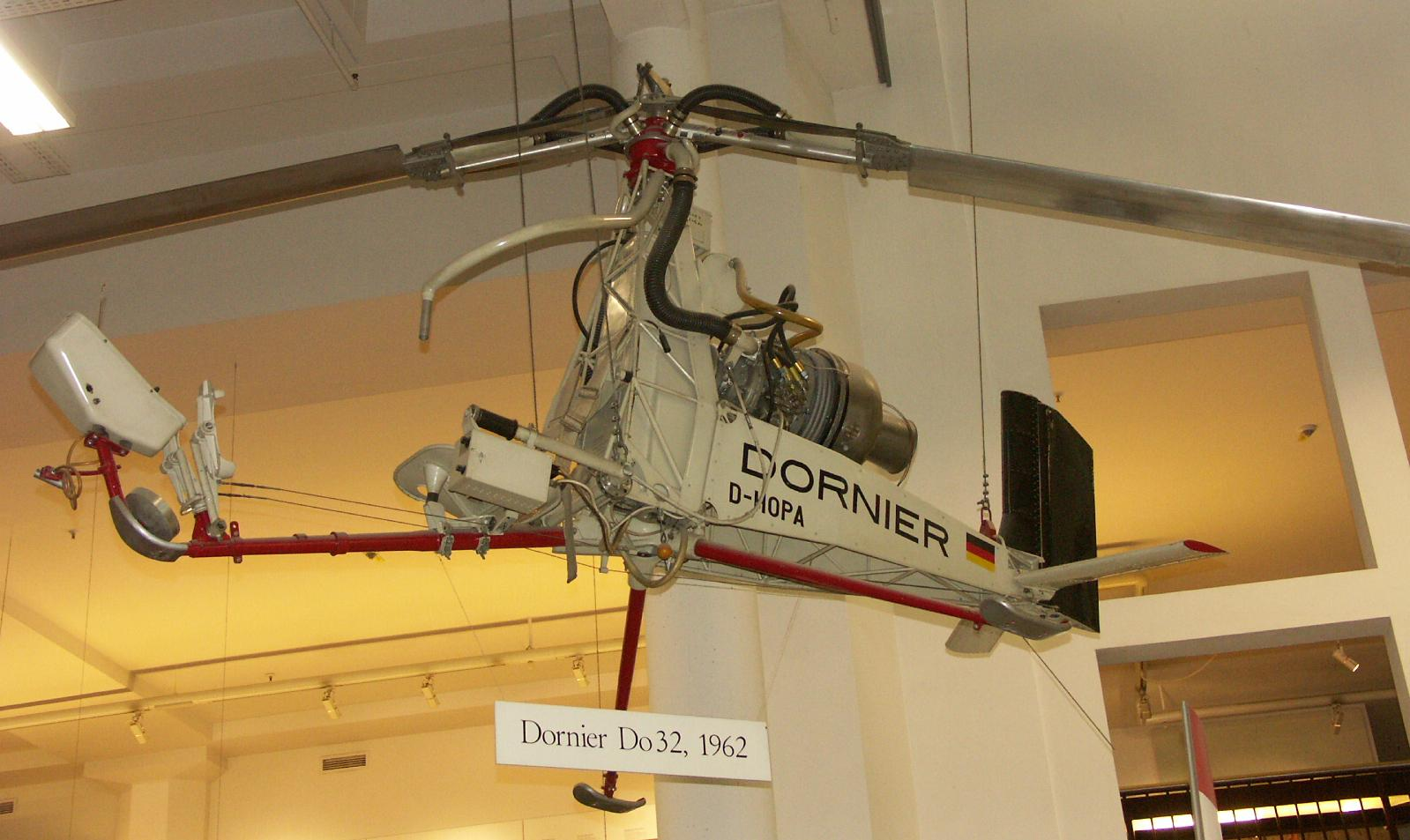
ドイツ博物館に展示されている試作4号機

Do 32のパイロットの後ろで窄まっている形状の四角断面の胴体の構造は非常に簡単なものであった。BMW 6012L タービンとコンプレッサーはローター柱の直後の胴体頂部に据え付けられており、排気は横方向の制御を行うように耐熱処理を施された大型で長方形の方向舵に向けて放出されていた。水平尾翼は後退角を持っていた。パイロットは、ローター柱前の底部構造材の上に据えられた簡素な座席に座り、上から吊り下がった長く湾曲した操縦桿で2枚ブレードのローターを直接制御し、ピッチの制御は座席左側の通常のコレクティブ・ピッチ・レバーで行った。ラダーペダルはパイロットのほぼ真正面に延びる鋼管に据え付けられ、これは足先にある簡単な計器盤の支柱にもなっていた。この鋼管は簡単な3支柱式降着装置の前脚の役目も担っており、各脚の先端は緩衝装置を持たない足となっていた。

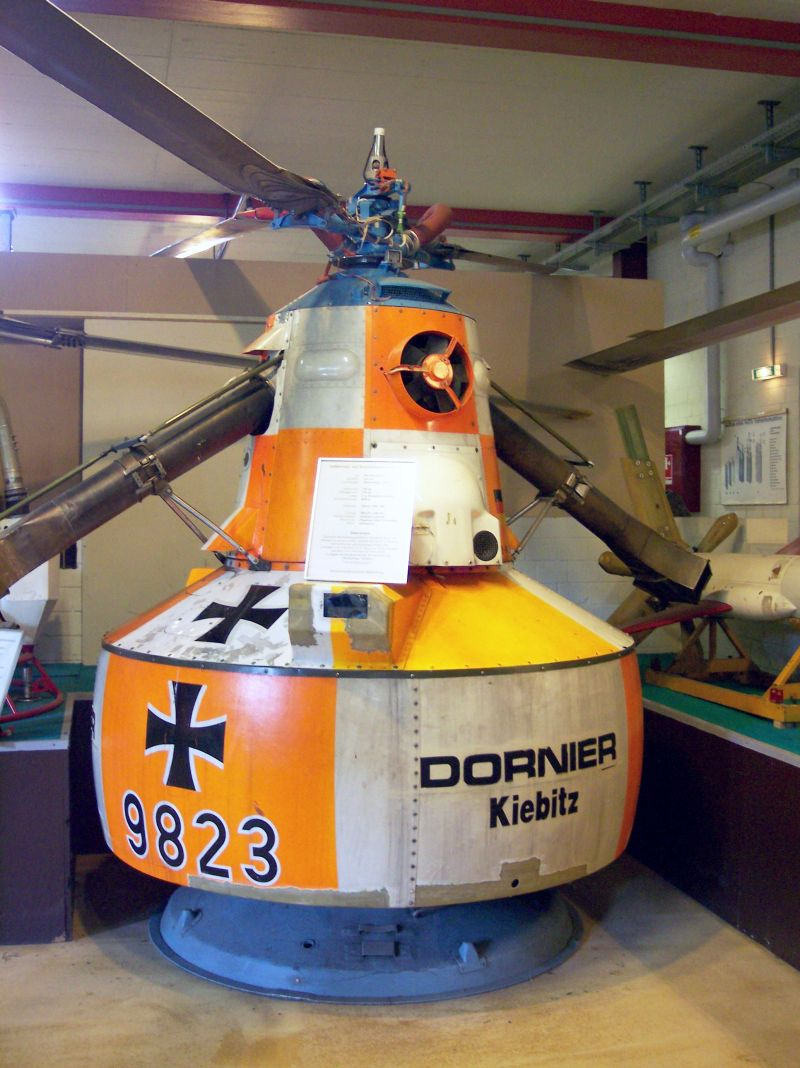
発展型の無人機版Do 34

Do 32は1962年6月29日に初飛行を行い、試作初号機と別の2機の試作機でかなりの数の飛行テストを実施した。試作初号機では、トレーラによる収納、輸送と再組立て後の飛行テストも行われた。比較的重いローターは飛行前にゼロピッチ状態で回されることで急速な垂直上昇やオートジャイロ方式のジャンプ・スタートを行う力を擁していた。後にこれら3機の試作機全ては様々異なる原因で失われた。ドルニエ社は陸軍からの大量発注を期待していたが発注は無く、農業分野での採用を意図して2座で大型のエンジンを搭載した機体「Do 32Z」を企画したが、それ以上は有人のDo 32が飛行することはなかった。飛行しなかった試作4号機は、試作初号機の登録記号「D-HOPA」をつけられてドイツ博物館に展示されている。「Do 32U」はDo 32Eの無人機版であり、座席が無いこと以外はオリジナルと非常に似た機体であった。「Do 34」に発展する「Do 32K」は、圧縮空気駆動のローターを持つが胴体の無い無人ドローン機であった。

## 要目
Green 1964, p. 255
- 定員：乗員1

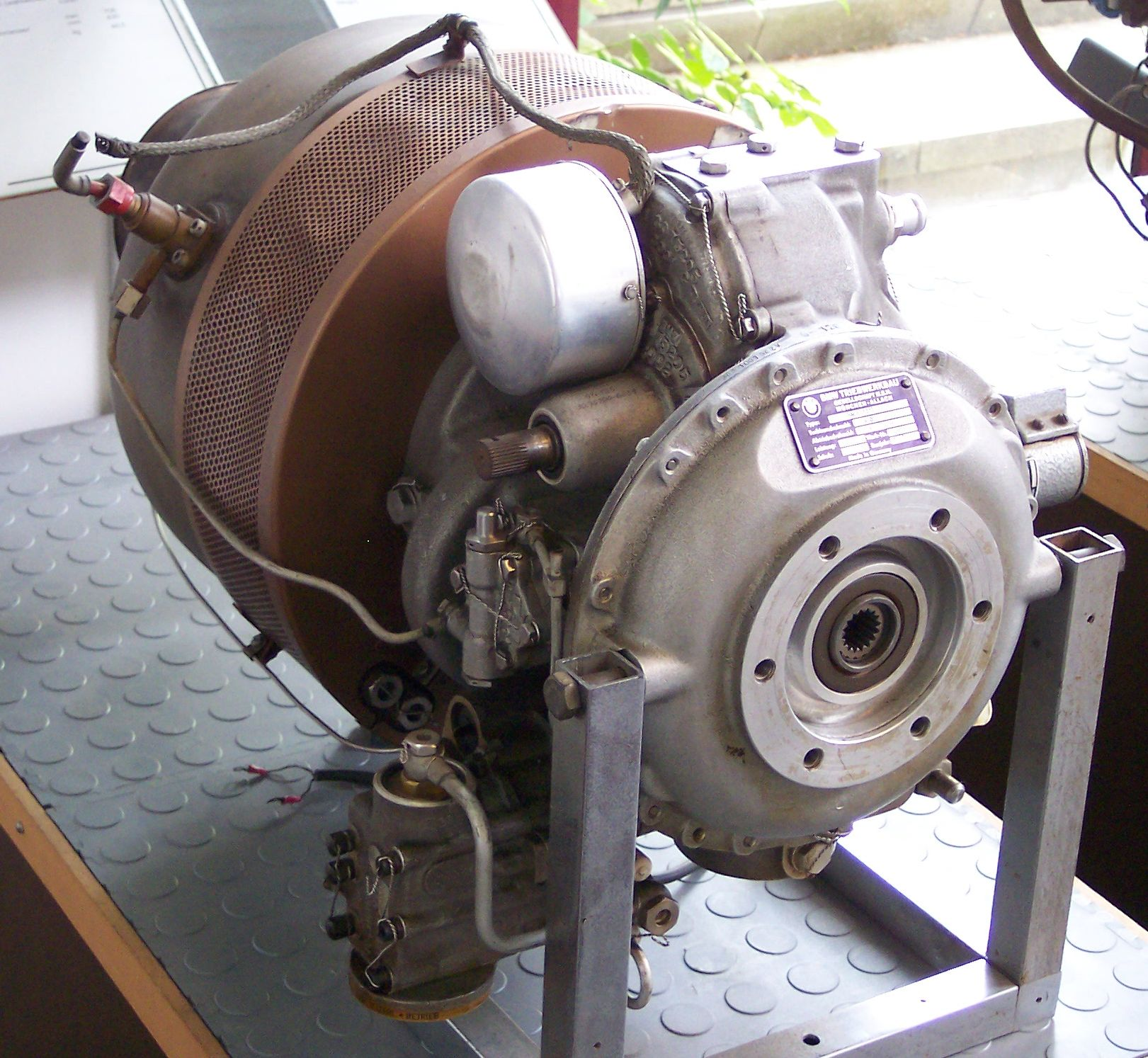
BMW 6012 エンジン

- 全長：3.42 m (11 ft 3 in)
- 全幅：
- 全高：1.89 m (6 ft 2 in)
- 主ローター直径：7.5 m (24 ft 7 in)
- 空虚重量：147 kg (325 lb)
- 全備重量：270 kg (596 lb)
- エンジン：1 * BMW 6012L ガスタービン駆動コンプレッサー、67 kW (90 hp)
- 最高速度：119 km/h; 64 kn (74 mph)
- 巡航速度：100 km/h; 54 kn (62 mph)
- 航続距離：90 km; 49 nmi (56 mi)
- 航続時間：50分
- 上昇率：4.0 m/s (780 ft/min) maximum inclined rate